# Trista Herència
Trista Herència és un quadre del pintor valencià Joaquim Sorolla que va ser realitzat l'any 1899. Es tracta d'una obra de grans dimensions en la qual es representa una escena presa al natural de la platja del Cabanyal de la ciutat de València, en la qual es veuen diferents nens afectes de diversos tipus d'incapacitat que es disposen a prendre un bany en el mar com a mesura terapèutica per combatre els seus problemes de salut.
Destaca la figura central d'un dels nens que es mou amb dificultat recolzat en unes crosses en el qual poden apreciar-se les seqüeles de poliomielitis, malaltia en aquells dies molt freqüent i que produïa greus afectacions de l'aparell locomotor. Un religiós de l'orde de Sant Joan de Déu vigila atentament als petits. L'obra pertany a la primera època del pintor en la qual va tractar diversos temes d'interès social.
Aquest quadre es va presentar a la l'Exposició Universal de París de l'any 1900, i va ser premiat amb el Grand Prix. En 1901 va obtenir la Medalla d'Honor en l'Exposició Nacional de Belles arts (Espanya). Va ser adquirit en 1981 per Bancaixa a l'Església de l'Asunción de Nova York.